# А. Азиз Дераман
А. Ази́з Дерама́н (малайск. A. Aziz Deraman); род. 23 июля 1948, Пасир-Путих, Келантан) — малайзийский общественный и культурный деятель, поэт

## Краткая биография
В 1971 году по окончании Университета Малайя поступил на государственную службу, где прошёл путь от рядового чиновника до генерального директора Совета по языку и литературе (1994—2004). В частности, он работал в министерстве иностранных дел (1971), министерстве культуры, по делам молодёжи и спорта (1971—1979, 1981—1989), в казначействе Малайзии (1979—1981), министерстве сельского развития (1989—1991), министерстве национального единства и социального развития (1991—1993), министерстве образования (1993—1994). В 2007—2009 годах был адъюнкт-профессором Северного университета Малайзии.

## Творчество
Писать стихи начал ещё студентом, выпустил десять сборников стихов, отмеченных престижными премиями, в том числе премией Юнеско (1983). Опубликовал также множество книг и сотни статей по вопросам малайской цивилизации и культуры.
В стихах поэта и восторг перед познанием мира, и духовные искания, и даже предательство друзей. Большинство стихов пронизано исламскими мотивами. Он мечтает, чтобы его последними словами были слова, которые произносит каждый мусульманин при вступлении в ислам. Любовь к Богу — это и любовь к людям, которые его окружают. Например, семья для него — целый мир любви и радости. Ещё одно достоинство творчества поэта — умение взглянуть на некоторые явления жизни с юмором и иронией.
Стихи Азиза Дерамана очень музыкальны и ассоциативны. Он, следуя древним малайским традициям, пытается ввести в свою поэзию рифму — явление достаточно редкое в современной малайской поэзии, хотя традиционный фольклор и эпос как раз всегда рифмованные. Парафраз, игра звуками (увы, порой трудно передаваемая в переводе) присущи почти каждому стихотворению Азиза. Они легко ложатся на музыку и, видимо, поэтому к ним так часто обращаются композиторы.
Стихи поэта переведены на некоторые иностранные языки, в том числе на русский. Презентация русскоязычной антологии Азиза Дерамана «Странствия поэта» состоялась в Российском центре науки и культуры в Куала-Лумпуре 13 апреля 2003 года в присутствии посла России Владимира Морозова, позднее, 21 апреля — в Библиотеке иностранной литературы в Москве в присутствии автора, посетившего Россию с неофициальным визитом.

## Общественная деятельность

А. Азиз Дераман (в центре) на заседании Международного совета по малайскому языку. Куала-Лумпур, 19 июля 2004 года.

Азиз Дераман участвует в общественной жизни страны. Он был вице-президентом Международного совета культурных организаций Азии и Океании под эгидой ЮНЕСКО (1988—2001), председателем заседаний Совета по языку Брунея, Индонезии и Малайзии (1995—2004), председателем Совета по литературе стран Юго-Восточной Азии (Мастра) (1996—1998, 2002—2004), постоянным председателем Международного совета по малайскому языку (1997—2004), членом комитета Гапены (2004—2014). В настоящее время является советником Союза писателей и деятелей культуры в Пасир-Путих (с 1970 года), президентом Организации малайской цивилизации Малайзии Келантана (PERADABAN) (со времени создания в 2011).

## Награды
- Премия ЮНЕСКО (1983)
- Офицер ордена защитника королевства (Darjah Kesatria Mangku Negara) от Верховного правителя Малайзии (1990)
- Орден преданности короне (Jasa Setia Mahkota) (1997)
- Золотая Пушкинская медаль, посвящённая 200-летию со дня рождения А. С. Пушкина (1999)
- Орден «Рыцарь короны Минданао» (Dato’ Mahkota Mindanao) (1999)
- Орден «Рыцарь, преданный короне» (Pingat Datuk Paduka Setia Mahkota) от султана Келантана и титул Дато (2001)
- Главная литературная премия Малайзии (2002/2003)
- Литературная премия Келантана (2003)
- Премия деятеля культуры Гапены (2011)
- Литературная премия группы «Утусан» (2013)
- Награда и звание «Борец за национальный язык» (Anugerah Tokoh Pejuang Bahasa) (2016)[6]
- Премия литератора малайского мира (Исламский университет «Нусантара Алвашлиях», Медан, 2018)

Азиз Дераман (в центре справа) на встрече с директором ИСАА МГУ им. М. В. Ломоносова в 2003 г.

## Мнение
Он любит родину и восхищается красотами своей страны, но в то же время переживает за то, как безжалостно обращаются с природой те, кто стремится только о своём благополучии. «Где эти дивные пейзажи? // Вместо них голые холмы, // Бесплодная сухая земля» (Заблудившиеся в дебрях сердца). Вместе со щепками срубленного дерева, пишет, он, сгорают наши сердца. Человек, как часть природы не может жить без неё. И поэта страшит перспектива её гибели. Даже ночью во сне он не перестаёт думать об этом и, просыпаясь от кошмара, облегчённо вздыхает, понимая, что это только сон (Ночной кошмар). Но что если однажды этот кошмар станет явью?— Виктор Погадаев

## Публикации

### Сборники стихов
- Kau dan aku (Ты и я). — Kuala Lumpur: Dewan Bahasa dan Pustaka, 1994 (2-е изд.: 2004).
- Bahtera madani (Ковчег жизни). — Kuala Lumpur: Dewan Bahasa dan Pustaka, 2001.
- Gapura diri (Моя триумфальная арка). — Kuala Lumpur: Dewan Bahasa dan Pustaka, 2002.
- Zaman baru (Новая эра). — Kuala Lumpur: Dewan Bahasa dan Pustaka, 2006.
- Bicara Kasih (Разговор о любви). — Kuala Lumpur: Karya Bestari, 2004.
- Mahligai Kencana (Золотой замок). — Kuala Lumpur: Dewan Bahasa dan Pustaka, 2009.
- Suara Dari Cikini (Голос с улицы Чикини). — Kuala Lumpur: Penerbitan Minda, 2010.
- Wak Long (Вак Лонг). — Kuala Lumpur: Penerbitan Minda, 2010.
- Suara Gunung Kehidupan (Голос с горы жизни). — Kuala Lumpur: Dewan Bahasa dan Pustaka, 2014)
- Gelora Nurani (Волнение души). — Kuala Lumpur: Institut Terjemahan dan Buku Malaysia, 2015.

### Публицистика
- Kebudayaan Islam di Malaysia (Исламская культура в Малайзии). — Kuala Lumpur: KKBS, 1986.
- (ред.) Tamadun Melayu (Малайская цивилизация). Jilid 1. — Kuala Lumpur: Dewan Bahasa dan Pustaka, 1989 (совместно с Ismail Hussein, Abd. Rahman Al-Ahmadi).
- Permainan tradisi orang Melayu (Традиционные игры малайцев). — Selangor: Fajar Bakti, 1994 (совместно с Wan Ramli Wan Mohamad).
- (ред.) Tamadun Melayu (Малайская цивилизация). Jilid 3. — Kuala Lumpur: Dewan Bahasa dan Pustaka, 1995 (совместно с Ismail Hussein, Abd. Rahman Al-Ahmadi).
- (ред.) Tamadun Melayu (Малайская цивилизация). Jilid 4. — Kuala Lumpur: Dewan Bahasa dan Pustaka, 1995 (совместно с Ismail Hussein, Abd. Rahman Al-Ahmadi).
- (ред.) Tamadun Melayu (Малайская цивилизация). Jilid 5. — Kuala Lumpur: Dewan Bahasa dan Pustaka, 1995 (совместно с Ismail Hussein, Abd. Rahman Al-Ahmadi).
- Adat dan pantang larang orang Melayu (Адат и запреты у малайцев). — Selangor: Fajar Bakti, 1995 (совместно с Wan Ramli Wan Mohamad).
- Perayaan orang Melayu (Праздники малайцев). — Selangor: Fajar Bakti, 1995 (совместно с Wan Ramli Wan Mohamad).
- (ред.) Tamadun Islam di Malaysia (Исламская цивилизация в Малайзии). — Kuala Lumpur: Dewan Bahasa dan Pustaka, 2000 (совместно с Mohd Taib Osman).
- Tamadun Melayu dan pembinaan bangsa Malaysia (Малайская цивилизация и национальное строительство в Малайзии). — Kuala Lumpur: Dewan Bahasa dan Pustaka, 2000.
- Bahasa Asas Pembinaan Tamadun Bangsa (Язык — основа строительства национальной культуры). — Kuala Lumpur: Dewan Bahasa dan Pustaka, 2001.
- (ред.) Globalisasi dan peradaban di Malaysia (Глобализация и цивилизация в Малайзии). — Kuala Lumpur: Dewan Bahasa dan Pustaka, 2003 (совместно с Rohani Zainal Abidin).
- (ред.) Peradaban Melayu Timur Laut (Малайская цивилизация Северо-Востока). — Kuala Lumpur: Dewan Bahasa dan Pustaka, 2003.
- Pengantarabangsaan Bahasa Melayu (Придание международного статуса малайскому языку). — DBP-PLM: 2004.
- (ред.) Tamadun Melayu (Малайская цивилизация). Jilid 6. — Kuala Lumpur: Dewan Bahasa dan Pustaka, 2004.
- (ред.) Tamadun Melayu (Малайская цивилизация). Jilid 7. — Kuala Lumpur: Dewan Bahasa dan Pustaka, 2004
- Masyarakat dan kebudayaan Malaysia (Общество и культура в Малайзии). — Kuala Lumpur: Dewan Bahasa dan Pustaka, 2005.
- Asas pemikiran kebudayaan Malaysia (Основы культурного мышления в Малайзии). — Kuala Lumpur: Dewan Bahasa dan Pustaka, 2005.
- Kebudayaan Kebangsaan: Isu dan Cabaran (Национальная культура: проблемы и вызовы). — Kuala Lumpur: GAPENA, 2006.
- Peradaban Melayu Timur Laut: memperkasakan warisan persuratan Melayu (Малайская цивилизация Северо-Востока: сохранение и укрепление литературного наследия малайцев). — Kumpulan kertas kerja. Kuala Lumpur: Dewan Bahasa dan Pustaka, 2010.
- Nilai Bersama Dalam Amalan Budi Bahasa dan Nilai-Nilai Murni. — Kuala Lumpur: Kementerian Pelancongan dan Kebudayaan Malaysia, 2013.
- Minda Dunia Melayu (Образ мышления малайского мира). — Kuala Lumpur: Dewan Bahasa dan Pustaka, 2015.
- (ред.) Kelantan: Sejarah, Adat dan Warisan (Келантан: История, адат и наследие). — Kota Bharu: MAIK, 2018.
- Survival Melayu (Выживание малайцев). — Kota Bharu: PERADABAN, 2018.
- Sosiobudaya Kelantan-Patani (Социокультура Келантана-Патани). — Kota Bharu: PERADABAN, 2018.
- Kerelatifan Budaya: Catatan Pengalaman (Культурный релятивизм: заметки на основе собственного опыта). — Kuala Lumpur: Dewan Bahasa dan Pustaka, 2018.

## Переводы на русский язык
- А. Азиз Дераман. Странствия поэта (Kembara Penyair). Стихи. / Перевод с малайского В. А. Погадаева при участии А. В. Погадаевой. Редактор-составитель: Н. М. Смурова. Художник Наим Хаджи Ахмат. — М.: Гуманитарий, 2002[8].
- А. Азиз Дераман. Чётки старого человека. / Перевод Анны Погадаевой и Виктора Погадаева // «Иностранная литература», № 2, 2004. — С. 140—146[9].
- А. Азиз Дераман. Твоё лицо (Wajahmu); Чётки старого человека (Tasbih Seorang Tua); Кто мы? (Siapa Kita?); Господи (Tuhanku); Колючие слова (Sembilu Kata); Свидетельствую (Penyaksian); Ворчание жены (Celoteh Isteri); Мой сын (Anakku) // Цветы далёких берегов. Перевод с малайского Виктора Погадаева и Анны Погадаевой — Литературный интернет-журнал «Русский переплёт», 20.12.2006 .
- А. Азиз Дераман. Кто мы? (Siapa Kita); Колючие слова (Sembilu Kata); Мой сын (Anakku) // В. Погадаев. Цветы далёких берегов — «Азия и Африка сегодня», 2008, № 11, 75—76.
- А. Азиз Дераман. Ворчание жены (Celoteh Isteri); Странствия поэта (Kembara Penyair); Колючие слова (Sembilu Kata) // Покорять вышину (Bertakhta di Atasnya). Стихи поэтов Малайзии и Индонезии в переводах Виктора Погадаева. Оформление художника Юсофа Гаджи. — М.: Ключ-С, 2009. — С. 41—43.